# Joseph Riri
Joseph Murithi Riri (21 ottobre 1973) è un ex maratoneta keniota.

## Biografia
Nel 2005 si è piazzato in ventinovesima posizione con il tempo di 2h19'51" alla maratona dei Mondiali di Helsinki.

## Palmarès
| Anno | Manifestazione | Sede     | Evento   | Risultato | Prestazione | Note |
| ---- | -------------- | -------- | -------- | --------- | ----------- | ---- |
| 2005 | Mondiali       | Helsinki | Maratona | 29º       | 2h19'51"    |      |

## Altre competizioni internazionali
2001
- Oro alla Mt Meru International Marathon ( Arusha) - 2h14'18"
- Oro alla Maratona di Belfast ( Belfast) - 2h26'00"

2002
- Oro alla Maratona di Singapore ( Singapore) - 2h18'46"
- Bronzo alla Maratona di Verona ( Verona) - 2h23'48"
- Argento alla Mezza maratona di Ferrara ( Ferrara) - 1h04'24"
- Bronzo alla Mezza maratona di Torino ( Torino) - 1h05'06"
- Argento alla Dedan Kamathi Half Marathon ( Nyeri) - 1h06'09"
- 9º al KAAA Weekend Meeting ( Eldoret), 15 km - 47'04"

2003
- 39º alla Mezza maratona di Sapporo ( Sapporo) - 1h05'18"
- Oro alla 10 km di Ōtawara ( Ōtawara) - 29'51"

2004
- Argento alla Maratona di Berlino ( Berlino) - 2h06'49"
- Oro alla Maratona di Stoccolma ( Stoccolma) - 2h16'12"
- 5º alla BIG 25 ( Berlino), 25 km - 1h13'35"
- Argento alla Mezza maratona di Wilmslow ( Wilmslow) - 1h02'14"
- Oro alla Mezza maratona di Bath ( Bath) - 1h02'20"
- 6º alla Great Scottish Run ( Glasgow) - 1h03'07"
- Oro alla Victoria Park Open ( Londra), 5 miglia - 23'10"

2005
- Oro alla Maratona del lago Biwa ( Ōtsu) - 2h09'00"

2006
- 16º alla Maratona del lago Biwa ( Ōtsu) - 2h16'58"
- 19º alla Mezza maratona di Bogotá ( Bogotà) - 1h11'45"

2007
- 4º alla Maratona di Praga ( Praga) - 2h13'50"
- Argento alla Maratona di Shanghai ( Shanghai) - 2h13'23"
- 7º alla Beppu-Oita Mainichi Marathon ( Ōita) - 2h13'38"